# Davis v. County School Board
De zaak Davis v. County School Board ontstond in Farmville, Virginia in de Verenigde Staten, en werd later met vier andere zaken gecombineerd (zie Brown v. Board of Education) en leidde tot de illegaliteit in de VS van rassenscheiding op openbare scholen.
Op 23 april 1951 organiseerde de zestien jaar oude studente Barbare Rose Johns een demonstratie op Moton High School, een openbare school voor zwarte kinderen. Aanleiding voor de protesten was het gebrek aan geld dat voor de school werd vrijgemaakt door het blanke bestuur: er waren geen bureaus of toiletten voor de onderwijzers, een aantal klassen werd, en vanwege een tekort aan lokalen, gegeven in een bus die voor het gebouw geparkeerd stond. Verder was er geen kantine of sporthal. De leerlingen demonstreerden twee weken lang bij de huizen van de leden van het bestuur, die niet op de eisen ingingen. Op 23 mei besloten twee advocaten van de NAACP de commissie aan te klagen en een rechterlijk bevel af te dwingen om de segregatie af te schaffen. Een panel van drie rechters van een districtsrechtbank wees de eis af, maar het Federale Hooggerechtshof stelde de eisers (samen met die van de drie andere zaken) in het gelijk.
De beslissing van het gerechtshof was in Virginia erg impopulair; rassenscheiding op scholen werd pas na de Civil Rights Act van 1964 afgeschaft. In 1959 weigerde het bestuur van het kiesdistrict aan alle scholen subsidie te geven, waardoor iedere openbare school in het gebied werd gesloten. Veel blanken werden daarna onderwezen op privé-scholen, maar de zwarte kinderen moesten of naar een school buiten hun district, of hun educatie helemaal opgeven. Met de Civil Rights Act werd het bestuur gedwongen de scholen weer te openen.

## Gerelateerde onderwerpen
- Rassenscheiding
- Brown v. Board of Education
- Briggs v. Elliott
- Gebhart v. Belton